# Lygodactylus angularis
Lygodactylus angularis  o gecko enano angulado es una especie de gecko del género Lygodactylus, familia Gekkonidae. Fue descrita científicamente por Günther en 1893.
Se distribuye por Tanzania, Kenia, Zimbabue, Malaui, Mozambique, Zambia, Zaire y República Democrática del Congo. La cabeza de esta especie es mucho más larga que ancha, con hocico corto y escamas grandes, pequeñas (en algunas partes del cuerpo) y granulares en el cuerpo. La cola es delgada y gradualmente redondeada. Es de color marrón con bandas en el cuerpo.